# Ryan Dalziel
Ryan Dalziel, född 12 april 1982 i Glasgow, är en skotsk racerförare.

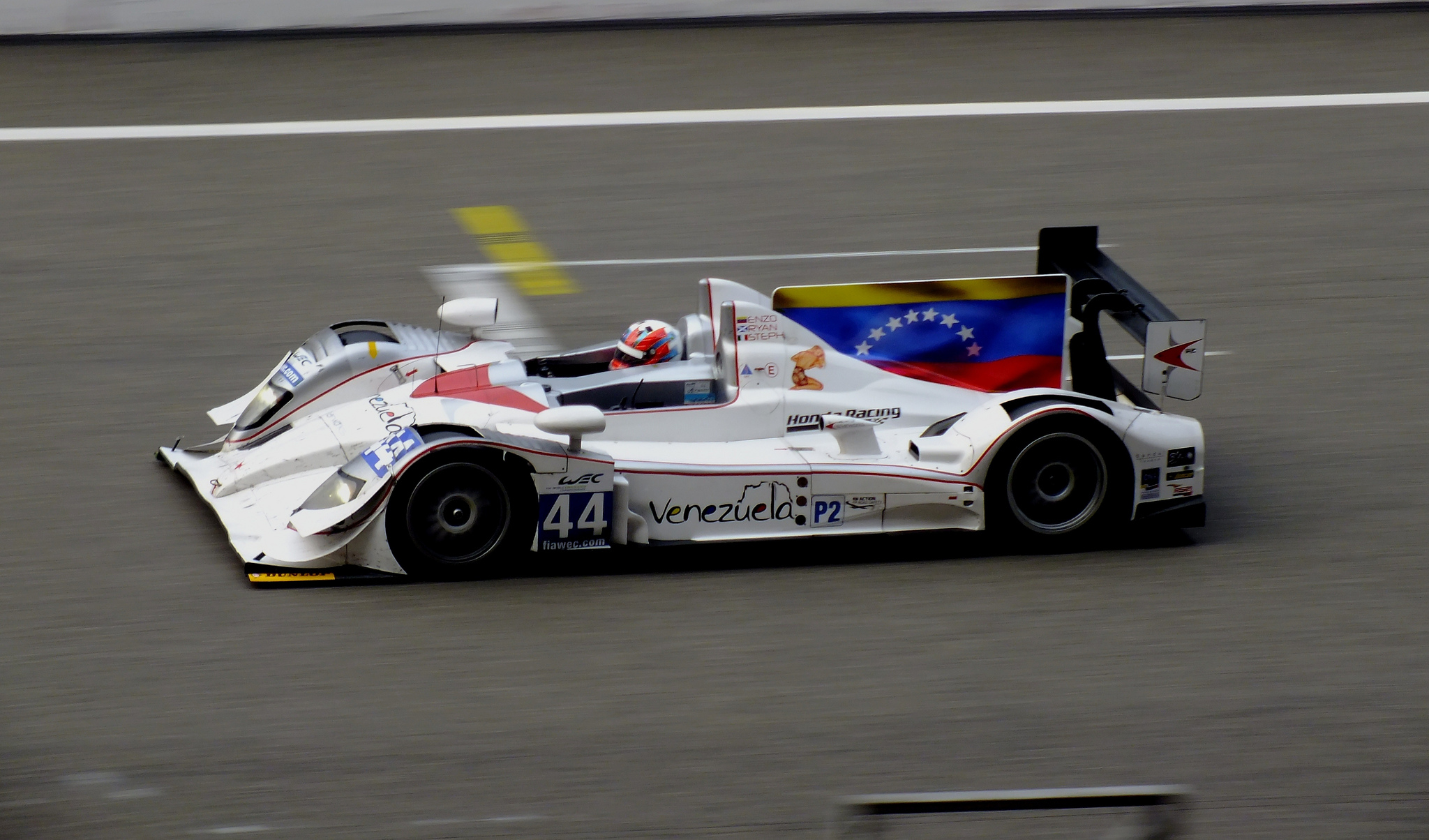
Dalziel i sin HPD ARX-03 vid Shanghai 6-timmars 2012.